# Llista de programari alliberat
Aquesta és una llista de programari notable de programes que es publicaven sota un llicència privativa però que més tard s'alliberaren com a programari lliure o codi obert.
Encara que les llicències lliures de programari han existit des de principis dels anys 80, molt programari ha estat alliberat sota llicències patentades. La popularitat de GNU/Linux i d'altres programes de programes lliures cap a finals dels anys 90, va incitar algunes empreses a canviar la seva llicència de programari i publicar-ne el codi font. Es creu que Netscape, amb l'alliberament del seu Netscape Navigator el 1998 va iniciar aquesta tendència. En alguns casos, l'empresa continua publicant versions patentades al costat de la versió de font oberta.
| Títol                            | Data de llançament original | Data de canvi de llicència | Nova llicència                    | Notes |
| -------------------------------- | --------------------------- | -------------------------- | --------------------------------- | --- |
| Netscape Navigator/Communicator  | 1994                        | 1998                       | MPL                               | Vegeu Mozilla |
| Doom                             | 1993                        | 1999                       | GPL                               | Font alliberada sota una llicència no lliure el 1997 |
| Quake                            | 1996                        | 1999                       | GPL                               | |
| Qt                               | 1991                        | 1999                       | QPL                               | |
| StarOffice                       | 1986                        | 2000                       | LGPL/SISSL                        | Versió lliure alliberada com a OpenOffice (més tard OpenOffice.org, ara alliberada sota LGPL). StarOffice encara es produeix de manera separada sota una llicència propietària, usant gairebé el mateix codi; Sun demana a tots els mantenidors d'OpenOffice.org que indiquin el copyright adjunt de Sun. |
| Marathon 2: Durandal             | 1995                        | 2000                       | GPL                               | Ara s'anomena Alephone |
| Quake II                         | 1997                        | 2001                       | GPL                               | |
| Rise of the Triad                | 1994                        | 2002                       | GPL                               | |
| Compilador BDS C                 | 1979                        | 2002                       | Domini públic                     | Alliberada per l'autor |
| Bitstream Vera (tipus de lletra) | Desconegut                  | 2003                       |                                   | Gràcies als esforços de Bitstream i la Fundació GNOME |
| Blender                          | 1996                        | 2003                       | GPL                               | |
| C*Base                           | anys 80                     | 2003                       | GPL                               | |
| Duke Nukem 3D                    | 1996                        | 2003                       | GPL                               | |
| Compilador Watcom C              | 1988                        | 2003                       | Sybase Open Watcom Public License | Versió lliure alliberada com a OpenWatcom |
| Solaris                          | 1989                        | 2005                       | CDDL                              | Versió lliure alliberada com a OpenSolaris |
| Quake III Arena                  | 1999                        | 2005                       | GPL                               | |
| Gentium (tipus de lletra)        | 2002                        | 2005                       | OFL                               | Gràcies als esforços de SIL International |
| Tesseract OCR                    | 1985                        | 2005                       | Apache License 2.0                | Alliberat per HP and UNLV |
| Xara Xtreme LX                   | 2000                        | 2006                       | GPL                               | El motor gràfic CDraw ara es distribueix en forma de binari. |
| Apache Flex                      | 2004                        | 2007                       | Mozilla Public License            | |
| Open Sound System                | 1992                        | 2007                       | GPL, CDDL                         | |
| ILWIS                            | 1988                        | 2007                       | GPL                               | Alliberat per ITC |
| ModPlug Tracker                  |                             | 2004                       | GPL                               | Reanomenat a OpenMPT. |
| Java                             | 1991                        | 2006                       | GPL                               | |